# Новоахуново
Новоахуново — село в Верхнеуральском районе Челябинской области России. Входит в состав Форштадтского сельского поселения.
Село основано в 1897 году в черте Верхнеуральского станичного юрта 2-го военного отдела Оренбургского казачьего войска (Верхнеуральской уезд Оренбургской губернии). В 1930 году организован колхоз «Красный остров». 

## География
Расположено в западной части района, на берегу реки Урляды. Расстояние до районного центра города Верхнеуральска 10 км.

## Население
| 2002 | 2010 |
| ---- | ---- |
| 468  | ↘357 |

(в 1910 — 314, в 1926 — 4-150, в 1970 — 650, в 1983 — 530, в 1995 — 549)

## Улицы
- Береговая,
- Клубная,
- Партизанская,
- Российская,
- Рябиновая,
- Степная,
- Школьная,
- Сельская,
- Самарская.

## Инфраструктура
- Библиотека,
- филиал Форштадтской основной школы,
- Фельдшерско-акушерский пункт,
- СХПК «Красный Октябрь».